# 料理情人夢
《料理情人夢》（英語：Love Recipe），2011年中國電視公司與東映製作聯合製作、行政院客家委員會贊助的台灣偶像劇，由吳克羣、李佳穎、吳映潔（鬼鬼）、鳳小岳主演。2011年6月21日舉行開鏡儀式、6月22日正式開拍，9月4日起於中視首播，10月14日全劇殺青。

## 概要
《料理情人夢》為中華民國建國一百週年中視自製偶像劇，以台灣料理為主軸，採雙生雙旦的搭配組合。男主角吳克羣自2002年主演偶像劇《月光森林》後，睽違九年再度擔綱演出；另一男主角鳳小岳甫完成英國學業歸國，《料理情人夢》成為鳳小岳轉戰電視圈、「出社會」的處女作；而氣質清新的李佳穎將擺脫清純形象、挑戰詮釋拜金女，吳映潔（鬼鬼）亦將跳脫校園劇、轉型「登大人」。劇中吳克羣、鳳小岳、李佳穎皆擔任廚師角色。
最初劇名為《百年好合》，根據中視官方資訊，原本設定本劇為八點檔節目，為配合劇中百年老店的傳統形象而取《百年好合》；後因型態更動為偶像劇，正式更改為較具浪漫感的劇名《料理情人夢》，並於2011年7月21日吳克羣、鳳小岳、李佳穎、吳映潔（鬼鬼）出席《料理情人夢》「型男掌廚開拍記者會」上發布新訊。

## 播出時間

### 首播
| 頻道       | 所在地   | 播出日期       | 播出時間          | 備註                     |
| ---------- | -------- | -------------- | ----------------- | ------------------------ |
| 中視主頻   | 臺灣     | 2011年9月4日   | 每週日22:00       |                          |
| 超視       | 臺灣     | 2011年9月9日   | 每週五21:00       | 11月4日起，改為23:00播出 |
| 星和都會台 | 新加坡   | 2011年12月16日 | 每週一至週五22:15 |                          |
| Astro雙星  | 马来西亚 | 2012年2月10日  | 每週一至週五22:30 |                          |
| 奇寶劇集台 | 香港     | 2013年6月1日   | 每週六20:00       |                          |

## 演員陣容

### 主要演員
| 演員            | 角色   | 介紹 | 登場 | 粤语配音 |
| 吳克羣          | 傅永樂 | 「金雞母」餐廳主廚 26歲，長相清秀、個性隨和、樂於助人，有鄰家大男孩的特質，人緣特別好。                                                                                             | 全劇 | 李家傑   |
| 李佳穎          | 黎安安 | 「金雞母」餐廳繼承人 24歲，美亞的好姐妹，外形出眾、擅於打扮、淺淺笑容就可以迷死一票宅男的青春女孩。                                                                                 | 全劇 | 鄭家蕙   |
| 鳳小岳          | 何夏   | 一品餐飲集團富二代、「何之殿」主廚 24歲，冷酷不多話，不愛與陌生人打交道，外人認為他愛擺架子不易親近。其實他只是不想將寶貴時間浪費在無聊的人際遊戲上，在他的世界，只有料理才是真理。 | 全劇 | 蔡忠衛   |
| 吳映潔 （鬼鬼） | 王美亞 | 「金雞母」餐廳店長 23歲，活潑可愛、善解人意，姑嬸阿姨們都很喜歡她。 | 全劇 | 王夢華   |

### 其他演員
| 演員   | 角色             | 介紹 | 粤语配音 |
| 楊麗音 | 何方秀燕         | 何夏的親生母親、永樂的養母 50歲，住在馬來西亞的華人，協助丈夫經營連鎖餐廳。                                                               |          |
| 朱陸豪 | 何新民           | 何夏的親生父親、永樂的養父 56歲，住在馬來西亞的華人，經營連鎖餐廳，與永樂的父親因為工作而認識，繼而成為好友。                             |          |
| 謝瓊煖 | 王淑蘭           | 安安的母親 43歲，安安的母親家中前三代經營一家專賣台式料理的「金雞母」餐廳，而「金雞母」這道料理的食譜，只傳女不傳子，淑蘭便是第四代傳人。 |          |
| 琇琴   | 寶姨             | 美亞的母親 45歲，在安安接手「金雞母」餐廳之前，她是鎮守店裡的支柱。                                                                       | 王慧珠   |
| 謝其文 | 阿不拉           | 「金雞母」餐廳二廚 25歲，客家人、姓遊。僅管外型頗佳，但因為個性溫吞動作又慢，優異的外形默默被隱藏到角落，成為眾人最愛捉弄欺負的對象。     |          |
| 李運慶 | 始源             | 「金雞母」餐廳外場員工 25歲，客家人、姓廖。                                                                                               |          |
| 王家梁 | 蝌蚪             | 「金雞母」餐廳外場員工 客家人、姓柯。有些勢利眼的傻小子，是「金雞母」餐廳外場三帥中年紀最小的一個。                                       |          |
| 小蠻   | 有容             | 永樂的青梅竹馬 長相甜美，身材標致，在大喇喇的性格使然下，有容從不掩飾自己的傲人本錢，在愛情關係裡，總是帶著些許嬌蠻任性。                 |          |
| 王予柔 | 喬安娜（Joanna） | 「何之殿」店經理 28歲，精明幹練，在「何之殿」擔任店經理一職。                                                                             |          |

### 客串演員
| 演員            | 角色         | 介紹                         | 登場    | 粤语配音 |
| 柯有綸          | 李健一       |                              | 1-2     |          |
| 柯淑勤          | 李婉甄       | 李母                         | 1-2、5  |          |
| 鄭凱            | 阿光         | 何之殿的服務員               | 1       |          |
| 阿弟            | 吉他男       | 去珠寶店買最貴的鑽石         | 1       |          |
| 何以奇          | 何夏女友     | 何夏高中女友                 | 1       |          |
| 吳芮甄          | 珠寶店店長   |                              | 1       |          |
| 林筱筠          | Tina         | 黎安安的朋友                 | 3       |          |
| 楊鎮            | Peter        | 聯誼對象                     | 3       |          |
|                 | 馬克         | 何之殿的二廚                 | 6、8    |          |
| 吳震亞          | 蛋頭         |                              |         |          |
| 小優            | 阿雙         | 料理雙嬌主持人               | 6、8-10 |          |
| 方志友          | 阿嬌         | 料理雙嬌主持人               | 6、8-10 |          |
| 賈欣惠          | 蘇珊         | 評審                         | 8-9     |          |
| 劉泰佑          | 傅永樂(幼年) |                              | 9-10    |          |
| 鄭伃庭          | 黎安安(幼年) |                              | 9-10    |          |
| 黃騰浩          | 余主廚       | 本名余少波。後為王美亞的丈夫 | 9-10    |          |
| 吳克羣          | 傅永樂後人   | 黎安安後人之兄               | 10      |          |
| 李佳穎          | 黎安安後人   | 傅永樂後人之妹，用魔法煮菜   | 10      |          |
| 鳳小岳          | 何夏後人     |                              | 10      |          |
| 吳映潔 （鬼鬼） | 王美亞後人   |                              | 10      |          |
|                 | Mina         | 陪失明的傅永樂騙安安感情     | 10      |          |

## 電視劇歌曲
| 曲別   | 歌名       | 演唱者 | 作詞   | 作曲   |
| 片頭曲 | 愛的秘方   | 吳克羣 | 吳克羣 | 吳克羣 |
| 片尾曲 | 一半一半   | 吳克羣 | 吳克羣 | 吳克羣 |
| 插曲   | 住在心裡面 | 吳克羣 | 吳克羣 | 吳克羣 |
| 插曲   | 情人節     | 吳克羣 | 吳克羣 | 吳克羣 |
| 插曲   | 傻瓜       | 溫嵐   | 吳克羣 | 吳克羣 |
| 插曲   | 為你寫詩   | 吳克羣 | 吳克羣 | 吳克羣 |

## 相關商品

### 電視原聲帶
《料理情人夢電視原聲帶》由種子音樂製作，種子音樂發行。原聲帶中收錄了劇中片頭曲、片尾曲及所有配樂。台灣於2011年9月6日數位發行。

#### 曲目
| 料理情人夢電視原聲帶 | 料理情人夢電視原聲帶         | 料理情人夢電視原聲帶 | 料理情人夢電視原聲帶 | 料理情人夢電視原聲帶 | 料理情人夢電視原聲帶 |
| 曲序                 | 曲目                         |                      | 作曲                 | 演唱                 | 时长                 |
| -------------------- | ---------------------------- | -------------------- | -------------------- | -------------------- | -------------------- |
| 1.                   | 愛的秘方                     | 吳克羣               | 吳克羣               | 吳克羣               | 4:00                 |
| 2.                   | 一半一半                     | 吳克羣               | 吳克羣               | 吳克羣               | 4:34                 |
| 3.                   | 一半一半（水晶盒版）（配樂） |                      |                      |                      | 2:21                 |
| 4.                   | 一半一半（吉他版）（配樂）   |                      |                      |                      | 2:23                 |
| 5.                   | 一半一半（弦樂版）（配樂）   |                      |                      |                      | 2:23                 |
| 6.                   | 愛的秘方（水晶盒版）（配樂） |                      |                      |                      | 2:35                 |
| 7.                   | 愛的秘方（弦樂版）（配樂）   |                      |                      |                      | 1:57                 |
| 8.                   | 愛的秘方（輕快版）（配樂）   |                      |                      |                      | 1:44                 |
| 9.                   | 愛的秘方（鋼琴版）（配樂）   |                      |                      |                      | 2:23                 |

## 收視率

### 中視
| 播映日期       | 集數     | 平均收視 | 排名 | 備註   |
| -------------- | -------- | -------- | ---- | ------ |
| 2011年9月4日   | 1        | 0.80     | 3    |        |
| 2011年9月11日  | 2        | 0.64     | 3    |        |
| 2011年9月18日  | 3        | 0.56     | 3    |        |
| 2011年9月25日  | 4        | 0.48     | 3    |        |
| 2011年10月2日  | 5        | 0.40     | 4    |        |
| 2011年10月9日  | 6        | 0.32     | 4    |        |
| 2011年10月16日 | 7        | 0.24     | 4    |        |
| 2011年10月23日 | 8        | 0.24     | 4    |        |
| 2011年10月30日 | 9        | 0.16     | 4    |        |
| 2011年11月6日  | 10       | 0.24     | 4    | 完結篇 |
| 平均收視       | 平均收視 | 0.41     | -    | -      |

- 同時段節目：台視《小資女孩向前衝》、華視《飛行少年／真心請按兩次鈴》、民視《旋風管家／我可能不會愛你》
- 本劇實際集數為13集

## 大事紀
- 2011年7月21日：《料理情人夢》型男掌廚開拍記者會（吳克羣、鳳小岳、李佳穎、鬼鬼）

## 製作團隊
- 監製：張庭翡
- 製作人：梁漢輝、徐志怡
- 總編劇：杜政哲
- 編劇：盧慧心、楊惠文
- 導演：黃克義
- 製作公司：中國電視公司、東映製作
- 贊助單位：行政院客家委員會

- 策劃：鄭淑美
- 統籌：林曉君
- 片頭設計：莊雯媛、王品客
- 後製導演：許肇任
- 製片：林廷申、林寅生
- 執行助理：時戀楷、林志豪
- 副導：黎青嵐、蔡承麟
- 場記：陳嬿任
- 攝影師：陳惠生
- 攝影助理：李庭睿、黃孝強
- 燈光師：莊勝欽
- 燈光助理：龍興源、曾翊愷
- 造型師：藍子晨、李玉涵
- 梳化：林彥妙、陳宣容、林雅慧
- 服裝：蕭輔萱、蘇美如
- 美術指導：劉正豐
- 執行美術：韓昇豪、洪淑芬
- 道具：陳家蓁
- 道具助理：吳劭錡、池嘉蓁、徐士閔
- 場務：王煒智、林尚諭、林密嫩
- 後期執行：梁子亭
- 花絮統籌：楊育樺
- 花絮側拍：梅澤、陳建禾
- 平面設計：陳宥瑄
- 行政協調：王千富
- 劇照師：趙國雲、蕭凱文
- 剪輯師：林姿嫻、蕭麗玉、黃阿噹、黃郁馨
- 剪輯助理：賴崇維
- 剪輯／攝影器材：合瑪製作股份有限公司
- 燈光器材：恆盟傳播有限公司
- 海報／主視覺設計：蔡秉如
- 海報／主視覺攝影：林峻
- 動畫特效：蔡秉如
- 音樂指導：吳嘉莉
- 配樂編曲：許勝雄、黃建秦、劉浩旭、賴酉彰
- 音效：簡淑歡、黃大衛
- 音效助理：陳融、林傳智
- 後製錄音：嘉莉錄音工房
- 視覺預宣設計：謝如華、劉穎錚、簡妙琪、蕭欣怡
- 網路企宣：顧惠琴、賴盈蓁、徐子珺
- 行銷公關：廖祐德、陳盈紡、吳思漢、林至祥、劉欣芸、張書瑜、林胤芝、楊旻錡、鄭淑美
- 武術指導：王經緯
- 廚藝指導：蔡啟漢、徐步榮、林文超
- 國際標準舞指導：來跳舞吧（Shall We Dance）

## 腳註
1. ↑  . 中時電子報. 2011-06-21  [2011-06-22]. （原始内容存档于2011-06-24） （中文（臺灣））.
2. ↑  . 中視全球資訊網. 2011-06-21  [2011-06-22]. （原始内容存档于2016-03-04） （中文（臺灣））.
3. ↑  . 中視全球資訊網. 2011-07-22  [2011-07-22]. （原始内容存档于2016-03-05） （中文（臺灣））.
4. ↑  . NOWnews. 2011-07-22  [2011-07-22] （中文（臺灣））.

## 外部連結
- 官方网站－中視（繁體中文）
- 官方網站 （页面存档备份，存于）－超視（繁體中文）
- 官方网站－香港有線電視（繁體中文）
- 料理情人夢的Facebook專頁（繁體中文）
- 中國電視公司的新浪微博（繁體中文）

## 作品的變遷
| 臺灣 中視主頻 每週日 22:00 - 23:30                        | 臺灣 中視主頻 每週日 22:00 - 23:30             | 臺灣 中視主頻 每週日 22:00 - 23:30              |
| --------------------------------------------------------- | ---------------------------------------------- | ----------------------------------------------- |
|                                                           | 料理情人夢 （2011年9月4日－2011年11月6日）     |                                                 |
| 美樂。加油 （2011年6月5日－2011年8月28日）                | 門當父不對 （2011年11月13日－2012年3月11日）   |                                                 |
| 臺灣 超視 每週五 21:00 - 22:30 · 11月4日起，改為23:00播出 |                                                |                                                 |
| 國民女王（重播）                                          | 料理情人夢 （2011年9月9日－2011年12月2日）     | 食在有健康（重播）                              |
| 新加坡 星和都會台 每週一至週五 22:15 - 23:15              |                                                |                                                 |
| 第一百萬顆珍珠 （2011年11月14日－2011年12月15日）         | 料理情人夢 （2011年12月16日－2012年1月12日）PG | 愛在桐花紛飛時 （2012年1月13日－2012年2月13日） |
| 马来西亚 Astro雙星 每週一至週五 22:30 - 23:30             |                                                |                                                 |
| 拜金女王 (2011年12月27日－2012年2月9日）                  | 料理情人夢 （2012年2月10日－2012年3月8日）     | 小資女孩向前衝 （2012年3月9日－2012年5月3日)    |
| 香港 奇寶劇集台 每週六 20:00 - 21:00                      |                                                |                                                 |
| 未開台                                                    | 料理情人夢 （2013年6月1日－2013年10月12日）    | 愛上花心男 （2013年10月19日－2014年3月29日）    |